# Josef Ignaz von Kleinmayr
Josef Ignaz von Kleinmayr (* 17. März 1745 in Klagenfurt; † 12. Januar 1802 in Seisenberg/Krain, heute Žužemberk, Slowenien) gehörte als Besitzer einer Papiermühle, mehrerer Druckereien und einer Verlagsanstalt als wichtigster Publizist in Kärnten und Krain zu den bedeutendsten Publizisten des Josephinismus.

## Leben
Kleinmayrs Familie stammte aus München und war mit Josef Kleinmayr bereits in der dritten Generation in Klagenfurt ansässig und im Druckereiwesen tätig. Bald nachdem Josef 1769 den Betrieb seiner Mutter übernommen hatte, gründete er zur besseren Auslastung der Druckerei das „Wöchentliche Intelligenzblatt“ als erste Zeitung Kärntens. Aufgrund der Zensur musste er sich damals weitgehend auf die Übernahme amtlicher Verlautbarungen beschränken, seine Zeitung war also weitgehend ein ‚Amtsblatt‘. Nachrichten, vor allem solche mit lokalem Bezug, konnten erst mit erheblicher Verzögerung ins Blatt aufgenommen werden, was bis 1848 so blieb. Lukrativer war der Druck von Kalendern, der Durchbruch gelang mit dem Erwerb der Exklusivrechte am Nachdruck der theresianischen Lesebücher. 1782 eröffnete Kleinmayr in Laibach (Ljubljana) eine weitere Druckerei und gab auch hier ein ‚Amtsblatt‘ heraus, das sich später ebenfalls zur ersten „echten“ Zeitung des Herzogtums entwickeln sollte. 1784 wurde er zum offiziellen Drucker amtlicher Mitteilungen in Kärnten und Krain ernannt. Um seine Produkte besser vermarkten zu können, gründete er Buchhandlungen in Wien und Leipzig. 1785 konnte er sich für 10 Jahre das Exklusivrecht für den Druck der Gesetze und Verordnungen Joseph II. sichern, den gesteigerten Papierbedarf deckte er mit dem Ankauf einer Papiermühle in Seisenberg/Krain (heute Žužemberk, Slowenien).
Amtsblätter und Schulbücher waren nur eine Einnahmequelle. Neben zahlreichen Fachbüchern (Gesetzeswerke, Grammatiken, Wörterbücher, Wissenschaftliche Werke) wurde auch Belletristik und Gedichte verlegt. Kleinmayr gelangte durch seine Tätigkeit zu Ansehen und Reichtum und errichtete in Klagenfurt ein Palais, das teilweise bis heute sogenannte Kleinmayrhaus am Rande der damaligen Stadtmauer mit einem noch heute erhaltenen, mit einer hohen Steinmauer umgebenen Garten auf den Resten der ersten Stadtmauern von Klagenfurt, welche die ehemalige Burg umsäumte. In diesem Palais ist heute das Kulturhaus der Stadt, das Stadthaus, untergebracht.
1787 wurde er in den Adelsstand erhoben. Nach dem Tod Joseph II. (1790) war er als Anhänger des Josefinismus und als Freimaurer den Behörden verdächtig. Nach dem Tod seiner Frau im Jahr 1793 zog er sich weitgehend ins Privatleben zurück.